# Dingelstädt
Dingelstädt este un oraș din landul Turingia, Germania.